# Crush (cantante)
Shin Hyo-seob (hangul: 신효섭; Seúl, 3 de mayo de 1992), conocido por su nombre artístico Crush (hangul: 크러쉬), es un cantante surcoreano. Debutó el 1 de abril de 2014 con el sencillo «Sometimes», y lanzó su primer álbum Crush on You el 5 de junio de 2014.

## Discografía

### Álbumes de estudio
| Título                   | Detalles del álbum | Máxima posición | Ventas      |
| Título                   | Detalles del álbum | KOR             | Ventas      |
| ------------------------ | --- | --------------- | ----------- |
| Crush on You             | - Lanzamiento: 5 de junio de 2014 - Discográfica: Amoeba Culture - Formatos: CD, descarga digital Ver listaLista de canciones 1. I Fancy You 2. A Little Bit (feat. Lydia Paek) 3. Hey Baby (feat. Zion.T) 4. Whatever You Do (feat. Gray) 5. I’m Fine (feat. Kumapark) 6. Lovely (feat. Choiza) 7. I Want You 8. Hug Me (feat. Gaeko) 9. Give It to Me (feat. Jay Park & Simon Dominic) 10. Friday ya (feat. Jinbo) 11. Sometimes | 6               | - KOR: 4313 |
| From Midnight to Sunrise | - Lanzamiento: 5 de diciembre de 2019 - Discográfia: P Nation, Dreamus - Formatos: CD, descarga digital | 19              | - KOR: 5404 |

### EPs
| Título     | Detalles del álbum | Máxima posición | Máxima posición | Ventas      |
| Título     | Detalles del álbum | KOR             | US World        | Ventas      |
| ---------- | --- | --------------- | --------------- | ----------- |
| Interlude  | - Lanzamiento: 6 de mayo de 2016 - Discográfica: Amoeba Culture - Formatos: CD, descarga digital Ver listaLista de canciones 1. In the Air 2. woo ah 3. 9 to 5 (Feat. Gaeko) 4. Castaway (feat. MISO) 5. Dust                                                                                 | 13              | 14              | - KOR: 2193 |
| Wonderlust | - Lanzamiento: 14 de octubre de 2016 - Discográfica: Amoeba Culture - Formatos: CD, descarga digital Ver listaLista de canciones 1. wonderlust 2. 2411 3. nostalgia 4. Fall 5. Like My Father                                                                                                 | 8               | —               | - KOR: 2193 |
| Wonderlost | - Lanzamiento: 13 de julio de 2018 - Discográfica: Amoeba Culture - Formatos: CD, descarga digital Ver listaLista de canciones # Chill (feat. Sik-K) 1. Endorphin (feat. Penomeco & Punchnello) 2. Cereal (feat. Zico) 3. Close Your Eyes (feat. Hoody) 4. RYO (feat. CIFIKA & Byung Un)      | 18              | 10              | - KOR: 3440 |
| With Her   | - Lanzamiento: 20 de octubre de 2020 - Discográfica: P Nation - Formatos: CD, descarga digital Ver listaLista de canciones 1. Let Me Go (놓아줘) (feat. Taeyeon) 2. Tip Toe (feat. Lee Hi) 3. Love Encore (춤) (feat. Lee So-ra) 4. Step By Step (feat. Yoon Mi-rae) 5. She Said (feat. BIBI) | 23              |                 | - KOR: 6607 |